# Nadir Benaïssa
Pour les articles homonymes, voir Benaïssa.
Nadir Benaïssa, né le 2 septembre 1985 à Nîmes, est un karatéka français.
Champion du monde universitaire par équipe en 2010 à Podgorica, il remporte une médaille d'argent par équipe aux Championnats d'Europe de karaté 2011 à Zurich et est sacré champion du monde par équipe en 2012 à Paris et champion d'Europe par équipe en 2013 à Budapest.